# US Salernitana 1919
Unione Sportiva Salernitana 1919 – włoski klub piłkarski, grający obecnie w Serie C, mający siedzibę w mieście Salerno, leżącym w Kampanii.

## Historia
Klub Unione Sportiva Salernitana został założony 19 czerwca 1919 roku przez Adalgiso Onestiego, który był inicjatorem utworzenia innego klubu w mieście Salerno o tej samej nazwie i będącym fuzją czterech innych lokalnych klubów oraz Foot-Ball Club Salerno. W latach dwudziestych klub występował w lidze regionalnej i wtedy też zmienił nazwę na Società Sportiva Salernitanaudax. W swojej historii balansował głównie pomiędzy Serie B i Serie C, ale zaliczył też dwa sezony w Serie A: 1947/1948 i 1998/1999. W obu przypadkach już po roku spadła z ligi. W sezonie 1997/1998 wywalczyła awans dzięki mistrzostwu Serie B. W pierwszej lidze z takimi zawodnikami w składzie jak Rigobert Song, Salvatore Fresi, Gennaro Gattuso, Marco Di Vaio i David Di Michele zdołała pokonać takie drużyny jak Inter Mediolan, Juventus F.C. i AS Roma, jednak do uniknięcia degradacji brakło jej jednego punktu, kończąc sezon za Perugią.
W 2005 roku klub zbankrutował. Przejął go Antonio Lombardi i zmienił nazwę klubu na Salernitana Calcio 1919.
27 kwietnia 2008, po wygranym 2:0 meczu z Pescarą Calcio piłkarze Salernitany po bramkach Di Napoliego oraz Piccioniego zapewnili sobie awans do Serie B. 12 czerwca na stanowisku trenera zasiadł Fabrizio Castori, który w ostatnim sezonie prowadził Cesenę z którą spadł do Serie C.
10 maja 2021 roku Salernitana awansowała do rozgrywek Serie A na sezon 2021/2022 oraz po raz pierwszy w historii zdołała się utrzymać na najwyższym poziomie rozgrywek. W najwyższej lidze Salernitana spędziła ostatecznie 3 sezony. Po sezonie 2024/2025 i przegranych barażach o utrzymanie z Sampdorią zespół z Salerno spadł do Serie C.

## Obecny skład
Stan na 16 lutego 2023
| Nr | Poz. | Piłkarz                                       |
| -- | ---- | --------------------------------------------- |
| 1  | BR   | Vincenzo Fiorillo                             |
| 2  | OB   | Dylan Bronn                                   |
| 3  | OB   | Domagoj Bradarić                              |
| 5  | OB   | Flavius Daniliuc                              |
| 6  | PO   | Junior Sambia                                 |
| 8  | PO   | Emil Bohinen                                  |
| 9  | NA   | Federico Bonazzoli                            |
| 10 | PO   | Tonny Vilhena (wypożyczony z Espanyolu)       |
| 11 | NA   | Erik Botheim                                  |
| 13 | BR   | Guillermo Ochoa                               |
| 14 | NA   | Diego Valencia                                |
| 15 | OB   | William Troost-Ekong (wypożyczony z Watfordu) |
| 17 | OB   | Federico Fazio (kapitan)                      |

| Nr | Poz. | Piłkarz                                        |
| -- | ---- | ---------------------------------------------- |
| 18 | PO   | Lassana Coulibaly                              |
| 20 | PO   | Grigoris Kastanos                              |
| 22 | PO   | Domen Črnigoj (wypożyczony z Venezii)          |
| 23 | OB   | Norbert Gyömbér                                |
| 25 | PO   | Giulio Maggiore                                |
| 29 | NA   | Boulaye Dia (wypożyczony z Villarrealu)        |
| 30 | PO   | Pasquale Mazzocchi                             |
| 33 | BR   | Luigi Sepe                                     |
| 41 | PO   | Hans Nicolussi (wypożyczony z Juventusu)       |
| 66 | OB   | Matteo Lovato                                  |
| 87 | PO   | Antonio Candreva (wypożyczony z Sampdorii)     |
| 98 | OB   | Lorenzo Pirola (wypożyczony z Interu Mediolan) |
| 99 | NA   | Krzysztof Piątek (wypożyczony z Herthy)        |

### Piłkarze na wypożyczeniu
| Nr | Poz. | Piłkarz                                           |
| -- | ---- | ------------------------------------------------- |
|    | BR   | Jacopo De Matteis (w Fermanii do 30 czerwca 2023) |
|    | OB   | Paweł Jaroszyński (w Cracovii do 30 czerwca 2023) |
|    | OB   | Luka Bogdan (w Ternana do 30 czerwca 2023)        |
|    | OB   | Valerio Mantovani (w Ternana do 30 czerwca 2023)  |
|    | OB   | Andrei Motoç (w Siena do 30 czerwca 2023)         |
|    | PO   | Reda Boultam (w Istra do 30 czerwca 2023)         |
|    | PO   | Mamadou Coulibaly (w Ternana do 30 czerwca 2023)  |

| Nr | Poz. | Piłkarz                                                     |
| -- | ---- | ----------------------------------------------------------- |
|    | PO   | Francesco Orlando (w Siena do 30 czerwca 2023)              |
|    | PO   | Edoardo Iannoni (w Perugia do 30 czerwca 2024)              |
|    | PO   | Kaleb Jimenez Castillo (w Vicenza do 30 czerwca 2024)       |
|    | NA   | Julian Kristoffersen (w Virtusie Verona do 30 czerwca 2023) |
|    | NA   | Mikael (w Internacional do 31 grudnia 2023)                 |
|    | NA   | Simy (w Benevento do 30 czerwca 2023)                       |

## Trenerzy klubu
Trenerzy Salernitany od 1919 roku.
| Imię nazwisko        | Narodowość        | Lata      |
| -------------------- | ----------------- | --------- |
| Vincenzo Giordano    | Włochy            | 1919      |
| Raffaele Schiavone   | Włochy            | 1919–1921 |
| Toledo               | Włochy            | 1921–1922 |
| Ciminari             | Włochy            | 1922–1923 |
| Alfonso Guasco       | Włochy            | 1923–1924 |
| Willy Kargus         | Niemcy            | 1924–1925 |
| Bellone              | Włochy            | 1925      |
| Venturini            | Włochy            | 1927–1928 |
| Barone               | Włochy            | 1928      |
| Finizio              | Włochy            | 1928–1929 |
| Apicella             | Włochy            | 1929      |
| Géza Kertész         | Węgry             | 1929–1931 |
| Luigi Leone          | Włochy            | 1931–1932 |
| Mora                 | Włochy            | 1932      |
| Ivo Fiorentini       | Włochy            | 1932–1933 |
| Walter Colombati     | Włochy            | 1933–1934 |
| Imre Schoffer        | Węgry             | 1934–1935 |
| Buratti              | Włochy            | 1935      |
| Armand Halmos        | Węgry             | 1935–1936 |
| Ferenc Hirzer        | Włochy            | 1936–1938 |
| Francesco Hansel     | Czechy            | 1938–1939 |
| Attila Sallustro     | Włochy · Paragwaj | 1939      |
| Béla Karoly          | Węgry             | 1939–1940 |
| Ferenc Hirzer        | Węgry             | 1940–1941 |
| Géza Kertész         | Węgry             | 1941      |
| Antonio Valese       | Włochy            | 1941      |
| Giuseppe Viani       | Włochy            | 1941–1943 |
| Milite               | Włochy            | 1944      |
| Antonio Valese       | Włochy            | 1944–1945 |
| Vittorio Mosele      | Włochy            | 1945      |
| Ferenc Hirzer        | Włochy            | 1945      |
| Giuseppe Viani       | Włochy            | 1945–1947 |
| Pietro Piselli       | Włochy            | 1948–1950 |
| Arnaldo Sentimenti   | Włochy            | 1950      |
| Walter Crociani      | Włochy            | 1950–1951 |
| Rudolf Hiden         | Austria           | 1951–1952 |
| Carlo Ceresoli       | Włochy            | 1952–1953 |
| Enrico Carpitelli    | Włochy            | 1953–1955 |
| Saracino             | Włochy            | 1955      |
| Antonio Valese       | Włochy            | 1955–1956 |
| Saracino             | Włochy            | 1956      |
| Paolo Todeschini     | Włochy            | 1956–1957 |
| Enrico Carpitelli    | Włochy            | 1957      |
| Giovanni Varglien    | Włochy            | 1957–1958 |
| Nicolò Nicolosi      | Włochy            | 1958–1959 |
| Vittorio Mosele      | Włochy            | 1959      |
| István Mike Mayer    | Węgry             | 1959      |
| Pietro Piselli       | Włochy            | 1959–1960 |
| Ettore Puricelli     | Włochy · Urugwaj  | 1960–1961 |
| Di Gennaro           | Włochy            | 1961–1962 |
| Gyula Zsengellér     | Węgry             | 1962      |
| Piero Pasinati       | Włochy            | 1962–1963 |
| Rodolphe Hiden       | Austria           | 1964      |
| Riccardo Carapellese | Włochy            | 1964–1965 |
| Rodolphe Hiden       | Austria           | 1965      |
| Rosati               | Włochy            | 1965–1966 |
| Oscar Montez         | Argentyna         | 1967      |
| Guido Settembrino    | Włochy            | 1967–1969 |
| Pietro Magni         | Włochy            | 1969      |
| Sergio Piacentini    | Włochy            | 1969–1970 |
| Edi Gratton          | Włochy            | 1970      |
| Rosati               | Włochy            | 1970–1971 |

| Name                 | Nationality | Years     |
| -------------------- | ----------- | --------- |
| Giancarlo Vitali     | Włochy      | 1971–1972 |
| Giunchi              | Włochy      | 1963–1964 |
| Nicola Chiricallo    | Włochy      | 1972–1973 |
| Franco Viviani       | Włochy      | 1973–1974 |
| Ettore Recagni       | Włochy      | 1974–1975 |
| Giacomo Losi         | Włochy      | 1975      |
| Guido Settembrino    | Włochy      | 1975      |
| Massimo Giacomini    | Włochy      | 1975–1976 |
| Ottavio Bugatti      | Włochy      | 1976      |
| Carlo Regalia        | Włochy      | 1976–1977 |
| Lucio Muiesan        | Włochy      | 1977      |
| Carlo Facchin        | Włochy      | 1977      |
| Enea Masiero         | Włochy      | 1977–1978 |
| Lucio Muiesan        | Włochy      | 1978      |
| Rosati               | Włochy      | 1978–1979 |
| Franco Viviani       | Włochy      | 1979–1980 |
| Antonio Giammarinaro | Włochy      | 1980      |
| Gigante              | Włochy      | 1980      |
| Lamberto Leonardi    | Włochy      | 1980–1981 |
| Antonio Giammarinaro | Włochy      | 1981–1982 |
| Romano Mattè         | Włochy      | 1982      |
| Francisco Lojacono   | Argentyna   | 1982–1983 |
| Marino Perani        | Włochy      | 1983      |
| Mario Facco          | Włochy      | 1983–1984 |
| Gian Piero Ghio      | Włochy      | 1984–1986 |
| Giorgio Sereni       | Włochy      | 1986      |
| Carmelo Russo        | Włochy      | 1986–1987 |
| Claudio Tobia        | Włochy      | 1987–1988 |
| Roberto Clagluna     | Włochy      | 1988      |
| Carlo Soldo          | Włochy      | 1988      |
| Giancarlo Pasinato   | Włochy      | 1988–1989 |
| Lamberto Leonardi    | Włochy      | 1989      |
| Giancarlo Ansaloni   | Włochy      | 1989–1991 |
| Gianni Simonelli     | Włochy      | 1991–1992 |
| Tarcisio Burgnich    | Włochy      | 1992      |
| Giuliano Sonzogni    | Włochy      | 1992–1993 |
| Delio Rossi          | Włochy      | 1993–1995 |
| Franco Colomba       | Włochy      | 1995–1997 |
| Franco Varrella      | Włochy      | 1997      |
| Delio Rossi          | Włochy      | 1997–1999 |
| Francesco Oddo       | Włochy      | 1999      |
| Adriano Cadregari    | Włochy      | 1999      |
| Luigi Cagni          | Włochy      | 1999–2000 |
| Adriano Cadregari    | Włochy      | 2000      |
| Luigi Cagni          | Włochy      | 2000      |
| Francesco Oddo       | Włochy      | 2000–2001 |
| Nedo Sonetti         | Włochy      | 2001      |
| Francesco Oddo       | Włochy      | 2001      |
| Zdeněk Zeman         | Czechy      | 2001–2003 |
| Franco Varrella      | Włochy      | 2003      |
| Stefano Pioli        | Włochy      | 2003–2004 |
| Aldo Ammazzalorso    | Argentyna   | 2004–2005 |
| Angelo Gregucci      | Włochy      | 2005      |
| Alberto Raimondi     | Włochy      | 2005–2006 |
| Stefano Cuoghi       | Włochy      | 2006      |
| Raffaele Novelli     | Włochy      | 2006–2006 |
| Gianfranco Bellotto  | Włochy      | 2007      |
| Andrea Agostinelli   | Włochy      | 2007–2008 |
| Fabio Brini          | Włochy      | 2008      |
| Fabrizio Castori     | Włochy      | 2008-2009 |
| Bortolo Mutti        | Włochy      | 2009      |
| Fabrizio Castori     | Włochy      | 2009      |
| Fabio Brini          | Włochy      | 2009      |